# La máscara de la muerte (película)
La máscara de la muerte (título original: Mask of Death) es una película canadiense-estadounidense de acción, suspenso y crimen de 1996, dirigida por David Mitchell, escrita por R.C. Rossenfier, musicalizada por Norman Orenstein, en la fotografía estuvo David Pelletier y los protagonistas son Lorenzo Lamas, Rae Dawn Chong y Billy Dee Williams, entre otros. El filme fue realizado por Cinépix Film Properties (CFP), Moonstone Entertainment y Mask of Death Productions, se estrenó el 25 de mayo de 1996.

## Sinopsis
Durante su escape del FBI, el criminal Frank Dallio asesina a la esposa del detective McKenna. El mismo McKenna es alcanzado por un disparo en el rostro hecho por el homicida profesional Lyle Mason, el cual fallece en un accidente automovilístico al poco tiempo. El FBI persuade a McKenna para que se haga una cirugía en la cara y ocupe el lugar de Lyle Mason para localizar a Dallio y un importante microchip.